# Лыстем (Вавожский район)
Лыстем — деревня в Вавожском районе Удмуртии. Входит в состав Какможского сельского поселения.

## География
Деревня расположена на западе республики на расстоянии примерно в 10 километрах по прямой к северо-западу от районного центра Вавожа.
Часовой пояс
Деревня Лыстем как и вся Удмуртия, находится в часовой зоне МСК+1. Смещение применяемого времени относительно UTC составляет +4:00.

## Население
| 2010 | 2012 |
| ---- | ---- |
| 164  | ↗165 |

Национальный состав
Согласно результатам переписи 2002 года, в национальной структуре населения русские составляли 32 %, а удмурты 65 % из 222 чел..